# 미스 팩맨
《미스 팩맨》(Ms. Pac-Man)은 비디오 아케이드 게임의 황금기에 출시된 아케이드 비디오 게임이다. 《팩맨》의 북아메리카 배급사로서 일리노이주에 위치한 미드웨이 매누팩처링사가 개발하였다. 《미스 팩맨》은 1982년 1월 북아메리카에 출시되었으며 가장 대중적인 아케이드 비디오 게임들 가운데 하나이다. 이러한 인기는 1980년 말 미국에 출시된 《팩맨》의 제작사 남코의 공식 타이틀로의 채택으로 이어졌다. 《미스 팩맨》은 여성 주인공, 새로운 미로 설계, 또 오리지널 《팩맨》에 비해 기타 여러 개선된 게임플레이 변화를 도입하였다. 《미스 팩맨》은 115,000개의 아케이드 캐비닛을 판매하면서 미국에서 개발된 가장 성공적인 아케이드 게임이 되었다.

## 게임플레이
미스 팩맨의 게임플레이는 오리지널 팩맨과 매우 비슷하다.

### 점수
| 레벨 | 아이템 | 아이템에 따라 수여되는 점수 |
| ---- | ------ | --------------------------- |
| 1    | 체리   | 100                         |
| 2    | 딸기   | 200                         |
| 3    | 오렌지 | 500                         |
| 4    | 프레첼 | 700                         |
| 5    | 사과   | 1000                        |
| 6    | 배     | 2000                        |
| 7    | 바나나 | 5000                        |

레벨 7 이후로 모든 음식이 나타나지만 점수의 가치는 동일하다. (열쇠가 레벨 13 이후의 과일이 되는 팩맨과는 다르다.)